# Thomas Van der Plaetsen
Thomas Van der Plaetsen (Gand, 24 dicembre 1990) è un multiplista belga.
Tra i suoi risultati si trovano la medaglia di bronzo nell'eptathlon ai campionati del mondo di Sopot 2014 e il titolo di campione europeo nel decathlon ad Amsterdam 2016. Ha all'attivo anche due medaglie d'oro alle Universiadi, nelle edizioni del 2013 e 2015.

## Progressione

### Decathlon
| Stagione | Risultato | Luogo     | Data      | Rank. Mond. |
| -------- | --------- | --------- | --------- | ----------- |
| 2016     | 8218 p.   | Amsterdam | 7-7-2016  | 13º         |
| 2015     | 8035 p.   | Pechino   | 29-8-2015 | 31º         |
| 2014     | 8184 p.   | Götzis    | 1-6-2014  | 18º         |
| 2013     | 8255 p.   | Mosca     | 11-8-2013 | 17º         |
| 2012     | -         | -         | -         | -           |
| 2011     | 8157 p.   | Ostrava   | 15-7-2011 | 18º         |
| 2010     | 7564 p.   | Tel Aviv  | 27-6-2010 | 91º         |

## Palmarès
| Anno | Manifestazione   | Sede           | Evento    | Risultato | Prestazione | Note                                     |
| ---- | ---------------- | -------------- | --------- | --------- | ----------- | ---------------------------------------- |
| 2009 | Europei juniores | Novi Sad       | Decathlon | Oro       | 7769 p.     |                                          |
| 2011 | Europei indoor   | Parigi         | Eptathlon | 6º        | 6020 p.     |                                          |
| 2011 | Europei under 23 | Ostrava        | Decathlon | Oro       | 8157 p.     |                                          |
| 2011 | Mondiali         | Taegu          | Decathlon | 13º       | 8069 p.     |                                          |
| 2013 | Universiadi      | Kazan'         | Decathlon | Oro       | 8164 p.     |                                          |
| 2013 | Mondiali         | Mosca          | Decathlon | 15º       | 8255 p.     | Miglior prestazione personale            |
| 2014 | Mondiali indoor  | Sopot          | Eptathlon | Bronzo    | 6259 p.     | Record nazionale                         |
| 2014 | Europei          | Zurigo         | Decathlon | 10º       | 8105 p.     |                                          |
| 2015 | Universiadi      | Gwangju        | Decathlon | Oro       | 7952 p.     |                                          |
| 2015 | Mondiali         | Pechino        | Decathlon | 14º       | 8035 p.     | Miglior prestazione personale stagionale |
| 2016 | Europei          | Amsterdam      | Decathlon | Oro       | 8218 p.     |                                          |
| 2016 | Giochi olimpici  | Rio de Janeiro | Decathlon | 8º        | 8332 p.     |                                          |
| 2017 | Mondiali         | Londra         | Decathlon | dnf       | dnf         |                                          |
| 2018 | Europei          | Berlino        | Decathlon | dnf       | dnf         |                                          |
| 2019 | Europei indoor   | Glasgow        | Eptathlon | 6º        | 5989 p.     |                                          |
| 2019 | Mondiali         | Doha           | Decathlon | 9º        | 8125 p.     |                                          |
| 2021 | Giochi olimpici  | Tokyo          | Decathlon | dnf       | dnf         |                                          |
| 2024 | Europei          | Roma           | Decathlon | 11º       | 8084 p.     | Miglior prestazione personale stagionale |